# التهاب رئوي مزدوج
الالتهاب الرئوي المزدوج أو ذات الرئة المزدوج أو التهاب رئوي ثنائي الجانب أو ذات الرئة ثنائي الجانب (بالإنجليزية: Double pneumonia  أوbilateral  pneumonia) هي مصطلحات تاريخية كانت تستخدم لإصابة الرئة الحادة أو متلازمة الضائقة التنفسية الحادة.
كان هذا المصطلح مستخدما وما يزال لا سيما من قبل الناس العاديين، للدلالة على الالتهاب الرئوي الذي يؤثر على كلا الرئتين. علما أن استخدام لفظ المزدوج (بالإنجليزية: Double) أكثر شيوعا من ثنائي الجانب (بالإنجليزية: bilateral).